# Prunella Ransome
Prunella Jane Ransome (Croydon, Surrey, Inglaterra; 18 de enero de 1943 - Suffolk, Inglaterra; marzo de 2002) fue una actriz inglesa. Es conocida por haber participado en películas como Lejos del mundanal ruido (1967), Alfredo el Grande (1969), Man in the Wilderness (1971) y ¿Quién puede matar a un niño? (1976).
Tuvo dos hijas, Charlotte (nacida en 1973) y Victoria (nacida en 1975). Dejó de ser actriz en 1997 y murió de cáncer de esófago en Norwich el 4 de marzo de 2002.

## Filmografía  (Selección)
| Año  | Título                        | Título original               | Personaje     | Notas |
| ---- | ----------------------------- | ----------------------------- | ------------- | ----- |
| 1967 | Lejos del mundanal ruido      | Far from the Madding Crowd    | Fanny Robin   |       |
| 1969 | Alfredo el Grande             | Alfred the Great              | Aelhswith     |       |
| 1971 | Man in the Wilderness         | Man in the Widerness          | Grace         |       |
| 1976 | ¿Quién puede matar a un niño? | ¿Quién puede matar a un niño? | Evelyn        |       |
| 1982 | The Secret of Seagull Island  | The Secret of Seagull Island  | Barbara Carey | [ 2 ] |